# Trichopelma cubanum
Trichopelma cubanum is een spinnensoort uit de familie vogelspinnen (Theraphosidae). De soort komt voor in Cuba.
De wetenschappelijke naam van de soort werd in 1903 als Hapalopinus cubanus gepubliceerd door Eugène Simon. Als deze soort samen met Stothis cubana Banks, 1909 in het geslacht Trichopelma wordt geplaatst, dan moet voor die laatste een nomen novum worden gecreëerd. Die soort heeft in dit geslacht nu de naam Trichopelma banksia Özdikmen & Demir, 2012.